# Calotes minor
Espèce
Synonymes
- Agama minor Hardwicke & Gray, 1827
- Brachysaura minor (Hardwicke & Gray, 1827)
- Brachysaura ornata Blyth, 1856

Statut de conservation UICN

 DD  : Données insuffisantes
Calotes minor est une espèce de sauriens de la famille des Agamidae.

## Répartition
Cette espèce se rencontre au Bangladesh, en Inde au Rajasthan, au Gujarat, au Madhya Pradesh, en Uttar Pradesh et en Odisha et au Pakistan au Sind et au Pendjab.

## Description
Les mâles étudié par Deepak, Vyas, Giri & Karanth en 2015 mesurent 87,66 et 96,79 mm de longueur standard et les femelles 84,65 et 89,51 mm.

## Taxinomie
Le genre monotypique Brachysaura a été placé en synonymie avec Calotes par Deepak, Vyas, Giri & Karanth en 2015.

## Publication originale
- Hardwicke & Gray, 1827 : A synopsis of the species of saurian reptiles, collected in India by Major-General Hardwicke. 	The Zoological Journal, London, vol. 3, p. 214-229 (texte intégral)